# Goenzib (taal)
Het Goenzib of Hunzib (Russisch: Гунзибский язык) is een taal die gesproken wordt door ongeveer 2000 mensen in Dagestan (Rusland) in de dorpen Goenzib, Nachada en Garboetli (district Tsoentinski) en in Stalskoje, Komsomolskoje en Sjoesjanovka (district Kiziljoertovski). Er wonen ook sprekers in de Georgische dorpen Sjorochi (voormalig Saroeso), Tivi en Tsjantliskoere in de gemeente Kvareli.
Het Goenzib is een ongeschreven taal. De Goenzib ontvangen onderwijs en nieuws in het Avaars en Russisch.
De autochtone talen van de Kaukasus worden gewoonlijk in drie grote groepen verdeeld: Kartveelse talen, Noordwest-Kaukasisch en Noordoost-Kaukasisch. Het Noordoost-Kaukasisch is onderverdeeld in de Dagestaanse- en Nach-talen. Het Goenzib is een van de talen uit de Tsezische groep van het Dagestaans. Het is het nauwst verwant met het Bezjta en Chvarsji. De sprekers van het Goenzib worden statistisch vaak onder de Avaren geschaard.

## Klanksysteem

### Klinkers
|          | voor | midden | achter |
| -------- | ---- | ------ | ------ |
| gesloten | i    | ɨ      | u      |
| midden   | e    | ə      | o      |
| open     |      | a      | ɑ      |

Nasale klinkers komen vooral voor bij oudere sprekers. Ze spelen vooral bij de werkwoorden een rol. Jongere sprekers hebben zelden nasale klinkers.
|          | voor | midden | achter |
| -------- | ---- | ------ | ------ |
| gesloten | ĩ    | ɨ̃      | ũɤ̯     |
| midden   | ẽ    | ә̃      | õ      |
| open     |      | ã      | ɒ̃      |

Het Goenzib kent onder het accent lange vocalen, maar Van den Berg (1995) analyseert deze als twee fonemen: 
|          | voor | midden | achter |
| -------- | ---- | ------ | ------ |
| gesloten | ii   | (ɨɨ)   | uu     |
| midden   | (ee) | (ә̃ә̃)   | (oo)   |
| open     |      | aa     | ɑɑ     |

### Medeklinkers
|           | explosief | explosief | explosief | affricaat | affricaat | frictatief | frictatief |
|           | stemh.    | asp.      | ejec.     | asp.      | ejec.     | stemh.     | steml.     |
| --------- | --------- | --------- | --------- | --------- | --------- | ---------- | ---------- |
| labiaal   | b         | p         | p'        |           |           |            |            |
| alveolaar | d         | t         | t'        | c         | c'        | z          | s          |
| palataal  |           |           |           | č         | č'        | ž          | š          |
| lateraal  |           |           |           | tɬ        | tɬ'       |            | ɬ          |
| velaar    | g         | k         | k'        |           |           |            | x          |
| uvulaar   |           | q         | q'        |           |           | ʁ          | χ          |
| faryngaal |           |           |           |           |           | ʕ          | ħ          |
| glottaal  |           |           | ʔ         |           |           |            | h          |

Het woordaccent ligt doorgaans op de op een na laatste lettergreep.

## Morfologie

### Zelfstandig naamwoord
Het Goenzib kent vier basisnaamvallen:
| naamval        | morfeem                  |
| -------------- | ------------------------ |
| nominatief     | -∅                       |
| ergatief       | -l (na medeklinker: -lo) |
| genitief       | -s                       |
| instrumentalis | -d (na medeklinker: -do) |

en zeven lokale suffixen, waartoe ook de datief gerekend wordt:
| naamval      | morfeem                                                        |
| ------------ | -------------------------------------------------------------- |
| datief       | -V (herhaling van de slotklinker: iyu 'moeder', datief: iyu-u) |
| adessief     | -g (na medeklinker: -go)                                       |
| superessief: | -tɬ' (na medeklinker: -tɬ'o)                                   |
| subessief    | -tɬ                                                            |
| contactief   | -ɬ                                                             |
| comitatief   | -ʁur                                                           |
| allatief     | -dɘr                                                           |

Het zelfstandig naamwoord onderscheidt enkelvoud en meervoud. In het enkelvoud bestaan vijf klassen:
1. mannelijke personen
2. vrouwelijke personen
3. onbezielde objecten
4. bezielde en onbezielde objecten
5. onbezielde objecten en het woord q'ɘra 'kind'

In het meervoud kent het Goenzib de klassen menselijk en niet-menselijk.
Tussen de stam van het zelfstandig naamwoord en een uitgang verschijnt een element (de oblique marker) die per woord kan verschillen:
k'ima 'kaas'; genitief: k'ima-li-s
žo 'ding'; genitief: žoy-lo-s
kid 'meisje'; genitief: kid-bo-s
De -s is de uitgang van de genitief; de elementen -li-, -lo- en -bo- zijn oblique markers. Een kleine groep zelfstandig naamwoorden heeft geen oblique marker: qoqo 'huis'; genitief: qoqo-s

### Werkwoord
Het werkwoord bestaat uit een stam die vooraf gegaan kan worden door een klasse-prefix en gevolgd kan worden door uitgangen. In de zin:
kid y-ɨq'.lɘ-r 'het meisje groeide op'
Is het onderwerp kid 'meisje' van klasse 2. Daarom begint het werkwoord -q'.lɘ met het prefix van klasse 2: y-. Zelfstandig naamwoorden van klasse 1 hebben een ∅-prefix:
ože ɨq'.lɘ-r ' de jongen groeide op'
Binnen de stam kan door middel van een infix -a-/-ɑ-/-yɑ-/-wɑ- het meervoud worden weergegeven. Vergelijk:
qoqo r-ek'e 'het huis brandt'
qoqo-wa r-e.yɑ.k'e 'de huizen branden'  (met het infix -yɑ-)
Achter de stam kunnen uitgangen staan die betekenis- en vormcategorieën uitdrukken vergelijkbaar met de tijden, wijzen en infiniete vormen van een taal als het Nederlands. Hier een overzicht van de uitgangen bij de stam čax 'schrijf-':
| categorie                  | 'schrijven' | 'niet schrijven' |
| -------------------------- | ----------- | ---------------- |
| preteritum                 | čáx-er      | čax-ís           |
| presens - 1ste/2de persoon | čáx-čo      | čax-č-át’        |
| presens - 3de persoon      | čáx         | čax-át’          |
| aoristus                   | čax-ά       |                  |
| futurum                    | čax-άr      | čax-óys          |
| imperatief                 | čáx-o       | čax-άq'(o)       |
| optatief                   | čáx-ob      | čax-ít' gαlob    |
| infinitief                 | čax-á       | (čax-áys)        |
| passief gerundium          | čáx-en      | čax-ít'(o)       |
| locatief gerundium         | čax-άč      | čax-ílčo         |
| participium preteritum     | čax-ér.u    | čax-ís.u         |
| participium presens        | čáx-čo-s    | čax-č-át’-o-s    |
| 'als'                      | čáx-oɬ      | čax-íɬ           |
| 'als ooit'                 | čax-átɬ'    | čax-íltɬ'o       |
| voorwaardelijk             | čáx-do      | čax-íd           |
| concessief                 | čáx-do.n    | čax-ído.n        |